# Pulau Ngali
Pulau Ngali är en ö i Indonesien.   Den ligger i provinsen Nusa Tenggara Barat, i den sydvästra delen av landet, 1 200 km öster om huvudstaden Jakarta. Arean är 31 kvadratkilometer.
Terrängen på Pulau Ngali är lite kuperad. Öns högsta punkt är 253 meter över havet. Den sträcker sig 10,6 kilometer i nord-sydlig riktning, och 7,5 kilometer i öst-västlig riktning.